# 겔마주

겔마주

겔마주(아랍어: ولاية قالمة)는 알제리 동부에 위치한 주로, 주도는 겔마이며 면적은 4,101km2, 인구는 482,261명(2008년 기준)이다.